# Oroszország autóútjainak felosztása
Oroszország autóútjainak felosztását (oroszul: Классификация автомобильных дорог в России), osztályait és kategóriákba sorolásának szabályait a 2007-ben elfogadott N 257-ФЗ számú törvény 5. fejezete és annak alapján néhány alacsonyabb szintű jogszabály állapítja meg.

## Általános felosztás
Az autóutak felosztása jelentőségük szerint:
- szövetségi (országos) jelentőségű autóutak (автомобильные дороги федерального значения)
- regionális vagy önkormányzat-közi jelentőségű autóutak (автомобильные дороги регионального или межмуниципального значения)
- helyi jelentőségű utak (дороги местного значения)
- magán autóutak (частные автомобильные дороги) – természetes vagy jogi személyek autóútjai.

Ez a felosztás az utak tulajdoni helyzetére is utal, bár erre a hivatalos meghatározás nem tér ki.
Az autóutak használatuk engedélye szerint lehetnek:
- közforgalmú (közhasználatú) autóutak (автомобильные дороги общего пользования)
- közforgalom elől elzárt (nem közhasználatú) autóutak (автомобильные дороги необщего пользования) – köztük egyaránt vannak állami szervek, önkormányzati szervek, természetes és jogi személyek tulajdonában, kezelésében vagy használatában álló autóutak.

### A közforgalmú autóutak osztályozása
A közforgalmú autóutak három osztályát különböztetik meg.
Autómagisztrál (автомагистраль) – olyan autóút, amelyet nem a szomszédos területek kiszolgálására szántak, és
- teljes hosszúságában több forgalmi sávval és egy központi elválasztó sávval rendelkezik
- amelyet azonos szintben nem kereszteznek autóutak, vasútvonalak, gyalogos vagy egyéb átkelők
- amelyhez csatlakozni csak eltérő szintű kereszteződésekkel lehet; ilyen csomópontok egymástól minimum 5 km távolságra létesíthetők
- amely forgalmi sávján vagy sávjain tilos járművel megállni vagy parkolni
- külön pihenő- és parkolóhelyekkel van ellátva.

Ezek IА kategóriájú utak.
Gyorsforgalmi autóút (скоростная автомобильная дорога) – olyan autóút, 
- amelyhez csak közlekedési csomópontban (fel- és lehajtók) vagy szabályozott kereszteződésben lehet csatlakozni
- amelynek forgalmi sávján vagy sávjain tilos járművel megállni vagy parkolni
- amely külön pihenő- és parkolóhelyekkel vannak ellátva.

Ezek IБ (magyar betűvel: IB) kategóriájú utak.
Hagyományos autóút [nem-gyorsforgalmi] (обычная автомобильная дорога [нескоростная автомобильная дорога]) – olyan autóút, amely nem tartozik a fenti két osztály egyikébe sem (nem gyorsforgalmi út), egy vagy több sávval rendelkezik. Ezek az utak az IВ (magyar betűvel: IV), II, III, IV vagy V kategória valamelyikébe sorolhatók, a megadott paraméterek szerint.

### A kategóriába sorolást meghatározó jellemzők
- a forgalmi sávok száma és szélessége
- az elválasztósáv megléte
- a kereszteződések típusa
- az autóúthoz csatlakozás szintbeli körülményei

Az autóutak kategóriába sorolásának részleteit (a konkrét paramétereket) táblázat tartalmazza. A közforgalom elől elzárt (magán-, állami, stb.) autóutak kategóriába sorolása ettől eltérő paraméterek alapján is történhet.

### Autóutak számozása
Az azonosító számok autóutakhoz rendelésének bonyolult szabályait központilag állapítják meg. Az azonosító számoknak a jelzőtáblákon és térképeken is használatos része (ez valójában a teljes azonosítószámnak csak a negyedik része) az orosz abc egy-egy betűjével kezdődik. A kezdőbetűk jelentése:
- M – szövetségi jelentőségű utak, melyek Moszkvát kötik össze más ország fővárosával vagy valamely föderációs alany közigazgatási központjával (fővárosával)
- P (magyarul R) – szövetségi vagy regionális jelentőségű utak, melyek a föderációs alanyok közigazgatási központjait (fővárosait) egymással kötik össze
- A – szövetségi vagy regionális jelentőségű utak, melyek
  - vagy nagy közlekedési csomópontokhoz (pl. kikötőkhöz, repülőterekhez, stb.) vezetnek
  - vagy olyan föderációs alany közigazgatási központjához vezetnek, amelynek nincs közúti kapcsolata Moszkvával, sem másik föderációs alany közigazgatási központjával
  - vagy amelyek szövetségi jelentőségű autóutakat kötnek össze egymással
- К – regionális jelentőségű autóutak
- Н (magyarul N) – önkormányzat-közi jelentőségű autóutak.

## Szövetségi jelentőségű közforgalmú autóutak
Szövetségi jelentőségű tehát mindegyik M-es számozású út; továbbá szövetségi jelentőségűek lehetnek P-res vagy A-as számozású utak is. 
A szövetségi jelentőségű közforgalmú autóutak körét, listáját Oroszország Kormánya határozza meg. Ezen utak régi azonosító száma és elnevezése 2017 végén érvényét vesztette. A 2018. január 1-étől érvényes útszámozást és -elnevezéseket a kormány egy 2010. évi határozatának mellékleteként megjelent, azóta sokszor módosított lista tartalmazza.
A szövetségi jelentőségű autóutak csaknem mindegyike a központi autóügynökség (Росавтодор, Roszavtodor) felügyelete alá tartozik. A díjfizetős autóutakkal külön állami cég (Автодор, Avtodor) foglalkozik, melynek felügyelete alatt készült többek között a 2019. november végén átadott M11-es „Néva” autópálya projektje is.  
Egy országos napilap cikke szerint 2018-ban
- a díjköteles autóutak szakaszainak hossza együttvéve is csak alig több, mint 1100 km,
- a nem díjköteles szövetségi jelentőségű autóutak hossza 52 000 km,
- a regionális és önkormányzati utakkal együtt az összes autóút hossza mintegy 1,4 millió km volt.

Oroszország főbb útjainak térképe (2013), kiemelve Moszkva és a Moszkvai terület